# Família Branković
Branković (pl. Brankovići) é uma família e dinastia nobre medieval sérvia. De acordo com genealogias da primeira metade do século XV, a família descende, pela linha feminina através de casamentos dinásticos, da dinastia Nemânica (Nemanjić) e sua base de poder e localização de suas propriedades era a região de Cosovo.
A família tornou-se proeminente durante a queda do Império da Sérvia e membros posteriores da família governaram todas as regiões não conquistadas da Sérvia, fazendo dos Brankovići os últimos monarcas soberanos da Sérvia medieval. A dinastia governou o Despotado da Sérvia de 1427 até 1459 e seus descendentes continuaram reivindicando o trono sérvio até o século XVI, já como parte da aristocracia da Hungria.
Membros da família se casaram com outras casas nobres de países vizinhos, incluindo a nobreza austríaca e húngara, e pelo menos uma foi esposa de um sultão otomano.
Alguns dos membros mais famosos foram:
- Vuk Branković
- Đurađ Branković (1427–1456)
- Lázaro Branković (1456–1458)
- Estêvão Branković (1458–1459)
- Jelena Branković, a última rainha da Bósnia

## Predecessores
- Desconhecido
  - Nicolau, zupano sérvio no norte da Albânia[1]
  - Voivoda Mladen, que governou Trebinje e Dračevica
    - Ratislava, filha de Mladen, casou-se com Altoman Vojinović

## Brankovići
- Branko Mladenović, filho de Mladen, governou Ácrida
  - Nikola Radonja, filho mais velho de Branko Mladenović, governou um estado na região de Serres e depois foi monge em Hilandar, o mosteiro sérvio em Monte Atos
  - Vuk Branković, Knez da Sérvia-Cosovo, casou-se com Marija Lazarević
    - Đurađ Vuković Branković, rei da Sérvia (1427-1456) e da Albânia
      - Todor
      - Grgur, casou-se com Jelisaveta N
        - Vuk Grgurević, um general húngaro, casou-se com Varvara Frangepan (ilegítima)

      - Estêvão III, o Cego, déspota da Sérvia (20 de junho de 1458 - 8 de abril de 1459), exilado da Sérvia em 1459, santo da Igreja Sérvia, casou-se com Angelina Araniti
        - Đorđe, déspota húngaro da Sérvia, metropolita de Belgrado com o nome de "Máximo Branković"

-   -     -       - Jelisaveta, casou-se com Alessio Span, senhor de Drivasto e Polog

-   -     -       - Jovan Branković, déspota da Sérvia, casou-se com Jelena Jakšić

-   -     -       - Marija, casou-se com Fernando Frangepan
      - Jelena, casou-se com Pedro IV Rares, senhor de Siebenbuergen e Moldau
      - Hanna
      - Maria Magdalena

-   -     -       - Marija, casou-se com Bonifácio III, marquês de Monferrato
      - Milica, casou-se com Neagoe Bassarabe, príncipe da Valáquia

- -     -       - Lázaro II, déspota da Sérvia (24 de dezembro de 1456 - 20 de junho de 1458), casou-se com Helena Paleóloga
        - Jelena, casou-se com Estêvão Tomašević
        - Jerina, casou-se com Giovanni Castriota, duque de San Pietro
        - Milica

      - Jelena
      - Mara, casou-se com Murade II, sultão otomano
      - Catarina, casou-se com Ulrico II, conde de Celje

    - Grgur
    - Lazar

  - Grgur Branković, senhor de Polog sob Blucasino Demétrio
  - Nikola, casou-se com Jelena Mrnjavčević
  - Teodora, casou-se com Gjergj Thopia, príncipe de Durazzo